# Rhizopus microsporus var. oligosporus
Rhizopus microsporus var. oligosporus, oft unter seinem Synonym Rhizopus oligosporus bekannt, ist ein Pilz der Familie Mucoraceae, er wird als Kultur für die Zubereitung von Tempeh zu Hause und im industriellen Maßstab eingesetzt. Im Laufe seines Wachstums erzeugt Rh. oligosporus watteartige, weiße Mycelien, die die als Nährboden verwendeten Bohnen bzw. stärke- und eiweißreichen Saaten umwachsen und somit zu einem essbaren, schnittfesten Laib formen. Man geht davon aus, dass Rh. oligosporus bereits vor Jahrhunderten in Indonesien kultiviert wurde.
Rhizopus oligosporus ist aus mehreren Gründen die bevorzugte Starterkultur für Tempeh. Der Pilz wächst nicht nur am effizientesten bei Temperaturen, wie sie typisch für die indonesischen Inseln sind (30–40 °C), er weist auch ausgeprägte lipolytische und proteolytische Eigenschaften auf, die sich positiv auf die Qualität des Tempeh auswirken. Darüber hinaus produziert der Pilz Wirkstoffe, die das Wachstum grampositiver Bakterien, wie der potentiell gefährlichen Staphylococcus aureus aber auch den Aspergillus flavus eindämmen.
Momentan geht man davon aus, dass es sich bei Rhizopus oligosporus um eine kultivierte Variante von Rhizopus microsporus handelt. Seine korrekte, vollständige Bezeichnung ist daher Rhizopus microsporus var. oligosporus. Rh. microsporus produziert jedoch eine Vielzahl von toxischen Stoffwechselprodukten, Rhizoxin sowie Rhizonin A und B. Die genetischen Anlagen zur Produktion dieser Giftstoffe sind im Zuge der Kultivierung zu Rhizopus oligosporus verloren gegangen.

## Eigenschaften
Rhizopus oligosporus gehört zur Ordnung der Mucorales und zur Gruppe Rhizopus microsporus. Diese Gruppe umfasst Arten, die bei der Fermentierung von Nahrungsmitteln genutzt werden und die sich teilweise durch unerwünschte Stoffwechselprodukte auszeichnen oder als Krankheitserreger gelten. Jedoch weist die kultivierte Variante Rhizopus oligosporus keine dieser negativen Eigenschaften auf und kann somit bedenkenlos in der Lebensmittelproduktion Verwendung finden. Rhizopus oligosporus kommt nicht wild in der Natur vor und ist ein wichtiger Kulturpilz.
Der Pilz verfügt im Vergleich zu anderen Rhizopus-Arten über einen verhältnismäßig hohen Anteil von 10 bis 30 % (je nach untersuchter Kulturlinie) irregulär geformter und dann besonders langer Sporen mit einer Länge von bis zu 43 µm und einem Volumen von bis zu 96–223 µm³. Regulär geformte Sporen sind von mehr oder weniger kugelförmiger Gestalt. Statistische Auswertungen ergaben unter Berücksichtigung aller Sporenformen mittlere Breiten von 5,2 bis 6,5 µm und mittlere Längen von 6,6 bis 8,9 µm (je nach untersuchter Kulturlinie), die über den mittleren Abmessungen anderer untersuchten Rhizopus-Arten lagen. Hinsichtlich ihrer Oberflächenbeschaffenheit weisen die Sporen sich schneidende Furchen und Rippen auf sowie Plateaus, die manchmal eine körnige Struktur haben. Auch anhand dieser Merkmale unterscheiden sie sich von Sporen bestimmter anderer Rhizopus-Arten, was mit ein Ansatzpunkt für Vermutungen über evolutionäre Verwandtschaftsbeziehungen bzw. Domestifikationslinien hin zu Rh. oligosporus ist.

## Tempeh-Fermentation
Mithilfe von Rhizopus oligosporus wird das beliebte indonesische Nahrungsmittel Tempeh produziert. Tempeh kann durch seinen sehr hohen Proteingehalt und milden Geschmack nach der Zubereitung in vielen Gerichten zum Einsatz kommen. Mit mehr als 40 % Proteinanteil wird er häufig als Fleischersatz verwendet. Tempeh kann in Suppen gegeben oder gewürzt in Scheiben und Würfeln zubereitet werden.
Für die Herstellung von Tempeh werden Sojabohnen (üblicherweise über Nacht) bei Umgebungstemperatur in Wasser eingelegt. Die Schalen der Sojabohnen werden daraufhin entfernt und die Bohnen werden anschließend teilweise oder ganz gekocht.
Milchsäurebakterien, wie Arten von Lactococcus und Lb. casei, spielen eine große Rolle während der Fermentation. Unerlässlich für eine saubere und effektive Fermentierung ist außerdem eine reine Starterkultur aus Rhizopus oligosporus, die nach Herunterkühlen der Sojabohnen auf rund 30 °C beigemischt wird, um optimale Wachstumsbedingungen zu gewährleisten. Damit der Tempeh die charakteristische Form eines rechteckigen Barrens oder Laibes annimmt und schnittfest wird, muss leichter Druck auf das Gemisch aus gekochten Sojabohnen und Starterkultur ausgeübt werden. Oft werden Formen verwendet, um das Endergebnis besser portionieren zu können, traditionell wird das Gemisch in Bananenblätter eingeschlagen. Der Einsatz von Formen verbessert auch das Klima für das Ferment, da sie es vor Austrocknung und Fremdsporen schützen. So geschützt, kann das Ferment darüber hinaus die Temperatur besser halten, was sich positiv auf die Wachstumsgeschwindigkeit auswirkt und wichtig für eine sortenreine Kultur von Rhizopus oligosporus ist.
Aufgrund des hohen Wassergehalts und der Empfindlichkeit gegenüber Temperaturschwankungen ist die Haltbarkeit von Tempeh, in unbehandelter Form und unverpackt, begrenzt.
Im Zuge der Fermentation setzt Rhizopus oligosporus Enzyme frei, die das sehr proteinreiche Produkt noch verdaulicher und verträglicher machen.
Tempeh-artige Produkte können auch aus anderen Ausgangsprodukten wie Weizen und Reis hergestellt werden. Zur weiteren Kultivierung und Herstellung von frischem Tempeh können kleine Stücke bereits fermentierten Tempehs verwendet werden.

## Weitere Verwendungen
Rhizopus oligosporus kann zur organischen Behandlung von Abfall und Abwasser eingesetzt werden und dient der industriellen Enzymherstellung.